# Potsdamer Platz

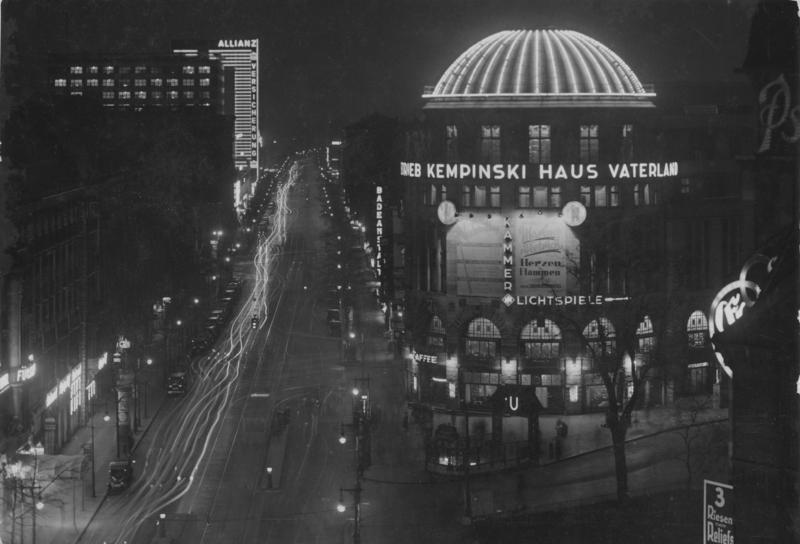
1932: Vista nocturna de la Potsdamer Platz cap a Stresemannstraße.

La Potsdamer Platz és una plaça i intersecció de carrers principals en el centre de Berlín, a Alemanya. És nomenada així per la ciutat propera de Potsdam. La major part de les construccions daten de 1990. El lloc està entre els llocs més notables de Berlín i és freqüentat per molts turistes.
En els anys 1920 i 1930, va ser un dels centres més animats d'Europa. La majoria dels edificis van ser destruïts en el transcurs dels bombardeigs intensius de finals de la Segona Guerra Mundial. Quan la ciutat va ser dividida en Berlín Est i Berlín Oest després de la guerra, el lloc va ser partit en dos, i després, el 1961, el mur de Berlín la travessava de banda a banda, la qual cosa en va fer un indret completament desolat.
Després de la caiguda del mur de Berlín el 1989, Roger Waters va produir una escena gegantina per a una representació de The Wall el 21 de juliol de 1990 per commemorar la fi de la separació entre les dues Alemanyes. El concert es va fer a la Potsdamer Platz buida i nombroses celebritats hi van participar.
Després de 1990, el lloc va centrar de nou l'atenció, per la seva localització prop del centre de la ciutat. El consell municipal escull dividir-la en quatre parts, cadascuna es va deixar a un inversor privat, que hi implantarà el seu propi projecte. En el transcurs d'aquesta fase de construcció, Potsdamer Platz va ser el major taller d'Europa.

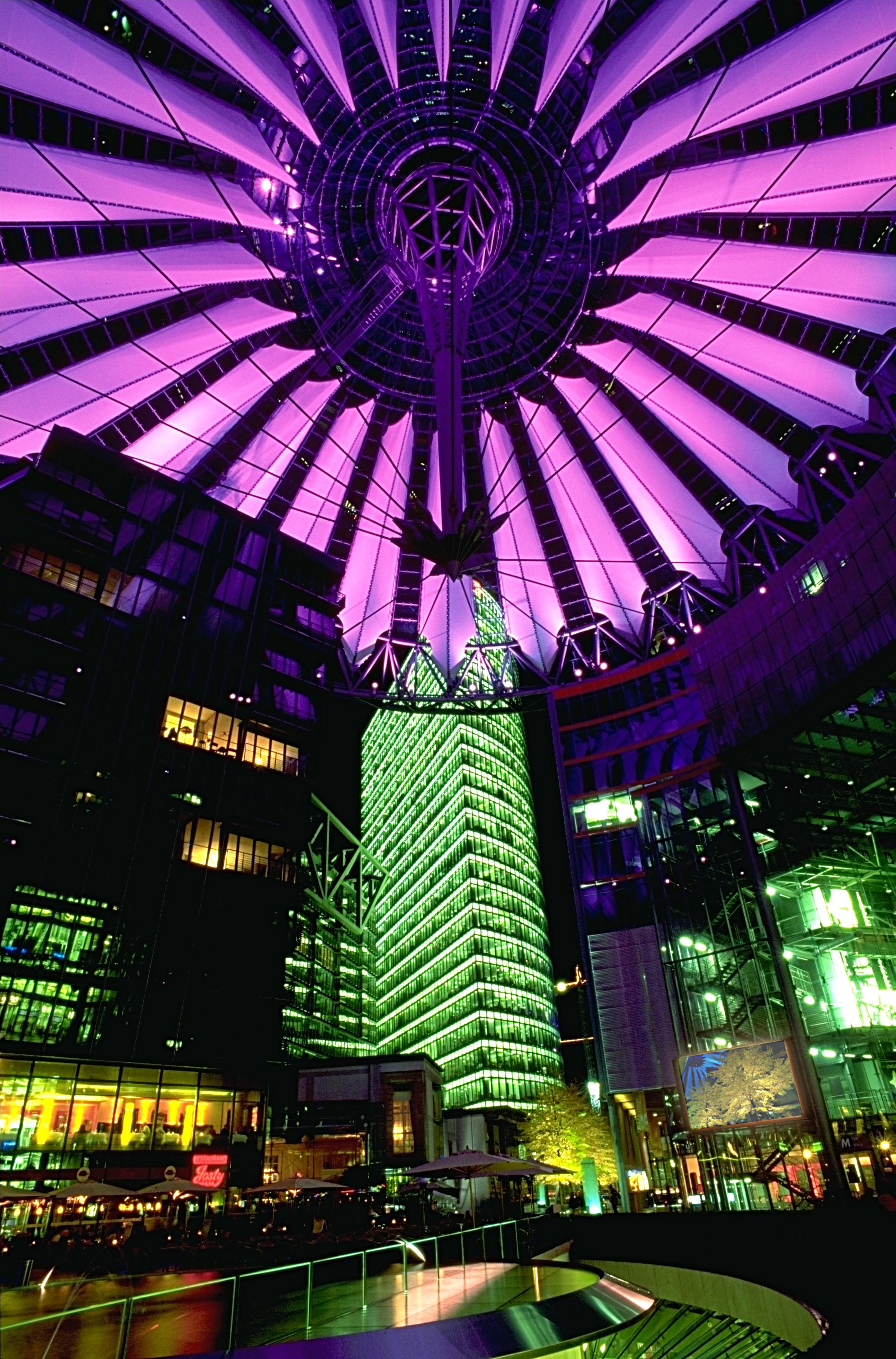
Sony Center

El més imponent d'aquests projectes era el de Daimler-Benz, ara DaimlerChrysler, que va demanar a Renzo Piano crear un pla de conjunt per a les noves construccions. Els diversos edificis van ser construïts per diferents arquitectes segons els plans. Això inclou l'immoble Potsdamer Platz No. 1 per Hans Kollhoff, ara seu de gabinets d'advocats prestigiosos.
La segona parteix del projecte li va tocar a Sony, que va erigir allà el seu nou quarter general europeu. Aquest Sony Center va ser concebut per Helmut Jahn, és un conjunt monolític de vidre i d'acer (l'edifici més a la dreta a la foto), i és considerat com un dels exemples d'arquitectura moderna més bonics de Berlín.
El projecte sencer va ser objecte de nombroses crítiques al principi, i no apreciaven la manera com l'indret va ser reorganitzat. Tanmateix, el lloc atreu 70.000 visitants diaris, i nombrosos crítics són ara sorpresos per l'èxit d'aquest lloc. A tota hora, l'indret és ple de gent. S'ha convertit en una atracció turística, un lloc de botigues pels Berlinesos, i la cita dels cinèfils, amb més de 40 pantalles en tres complexos cinematogràfics, una acadèmia i un museu del cinema.
Algunes escenes de la pel·lícula de Wim Wenders titulada Der Himmel über Berlín, estrenada el 1987, van ser rodades a l'antiga Potsdamer Platz, quasi buida, abans de la caiguda del mur de Berlín. La pel·lícula dona una bona imatge del que era el lloc i els seus voltants en aquell temps. Wim Wenders hi tornarà a mitjans dels anys 1990, mentre que és en ple brogit d'obres, per la seva pel·lícula-homenatge als germans Skladanowsky Die Gebrüder Skladanowsky.

## Enllaços externs

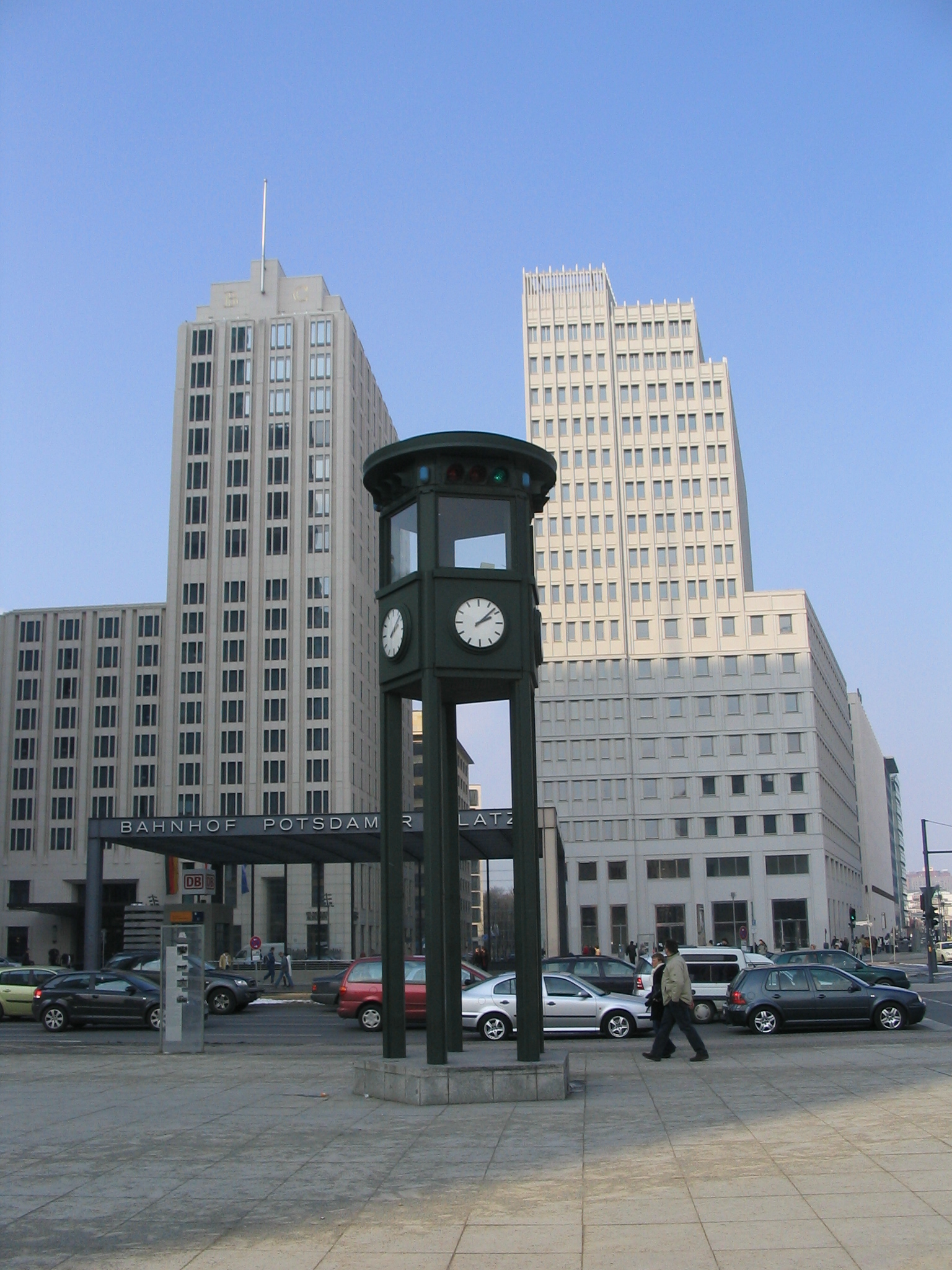
Rèplica d'un dels primers semàfors d'Alemanya a la Potsdamer Platz